# Watertown (Tennessee)
Watertown è un comune degli Stati Uniti d'America, situato nello Stato del Tennessee, nella Contea di Wilson.